# Xian de Luyi
Le xian de Luyi (鹿邑县 ; pinyin : Lùyì Xiàn) est un district administratif de la province du Henan en Chine. Il est placé sous la juridiction de la ville-préfecture de Zhoukou.

## Démographie
La population du district était de 1 116 087 habitants en 1999.